# Dumarán
Dumarán es un municipio (tagalo: bayan; cebuano: lungsod; ilongo: banwa; ilocano: ili; a veces munisipyo en tagalo, cebuano e ilongo y munisipio en ilocano)  de tercera categoría perteneciente a la provincia  de Palawan en Mimaropa, Región IV-B de Filipinas.
Según el censo de 2000, tiene una población de 16.616 habitantes y 3.133 hogares.

## Geografía
La sede de este municipio se encuentra en isla del mismo nombre, mientras que su término queda repartido entre la parte suroeste de la isla y la continental en isla de La Paragua.
Linda al noroeste con el municipio de Araceli, nordeste de la isla; al sur con el Mar de Joló; al suroeste con el municipio de  Roxas; y al noroeste con el municipio de Taytay.

### Isla de Dumarán
En la Isla de Dumarán se encuentran los barrios de Dumarán (Población), de Santo Tomás, de Bohol, de San Juan, de Bacao, de  Catep y de  Calasag.

## Barrios
El municipio de Dumarán se divide, a los efectos administrativos, en 16 barangayes o barrios, conforme a la siguiente relación:
| - Bacao - Bohol - Calasag - Capayas | - Catep - Culasián - Danleg - Dumarán (Población) | - Itangil - Ilián - Pangolasián (Magsaysay) - San Juan | - Santa Teresita - Santo Tomás - Tanatanaón - Santa María |

## Vicaría
Al  Vicariato apostólico de  Taytay, erigida el 13 de mayo de 2002, corresponden las dos parroquias de este municipio.  El Vicariato es una jurisdicción territorial (iglesia particular) de la Iglesia católica establecida en regiones de misión que aún no se han constituido como Prelatura. 
Al Distrito 3 corresponden las parroquias de:
- Parroquia de Santa Teresita del Niño Jesús, sitio  de  Legit en el barrio de Santa Teresita.
- Parroquia de San Juan el Bautista, Población.

## Historia
La misión de Dumarán, a mediados del siglo XIX, era un pueblo con cura y gobernadorcillo, adscrita a la provincia de Calamianes, diócesis de Cebú.
Como pueblo que se estaba formando, aunque lleva ya algunos años de existencia, no podemos detallar con exactitud el número de habitantes que tiene; pero se le puede calcular como muy probable unas 1,720 almas, y 580 tributos, que ascienden a 5,800 reales de plata, equivalentes a 9,630 reales de vellón.
En 1911 la sede del municipio de Dumarán se traslada al barrio de Araceli.
La sede fue devuelta a Dumarán en 1925.
En 1961 la isla de  Dumarán que hasta entonces formaba un único municipio fue dividida en dos: Dumarán y Araceli.